# Delmar (Maryland)
Delmar es un pueblo ubicado en el condado de Wicomico en el estado estadounidense de Maryland. En el año 2010 tenía una población de 3003 habitantes y una densidad poblacional de 883,24 personas por km².

## Geografía
Delmar se encuentra ubicado en las coordenadas 38°27′3″N 75°34′10″O / 38.45083, -75.56944.

## Demografía
Según la Oficina del Censo en 2000 los ingresos medios por hogar en la localidad eran de $28.462 y los ingresos medios por familia eran $31.991. Los hombres tenían unos ingresos medios de $29.643 frente a los $20.885 para las mujeres. La renta per cápita para la localidad era de $13.821. Alrededor del 16,9% de la población estaba por debajo del umbral de pobreza.